# سیارک ۹۶۱۹
سیارک ۹۶۱۹ (به انگلیسی: 9619 Terrygilliam، نامگذاری:1993FS9) نه هزار و ششصد و نوزدهمین سیارک کشف شده‌است که در ۱۷ مارس ۱۹۹۳ کشف شد.
قدر مطلق سیارک برابر ۱۴٫۳۰ است.